# ديف ديكنسون
ديف ديكنسون (بالإنجليزية: Dave Dickenson)‏ هو لاعب كرة قدم أمريكية ولاعب كرة قدم كندية أمريكي، ولد في 11 يناير 1973 في غريت فولز في الولايات المتحدة.